# Al-Jaish SC Damasc
L'Al-Jaish Sports Club (àrab: نادي الجيش, Nādī al-Jayx, ‘Club de l'Exèrcit’) és un club de futbol sirià de la ciutat de Damasc. Va ser fundat el 1947.

## Palmarès
- Lliga siriana de futbol:[2]
  - 1973, 1976, 1979, 1985, 1986, 1998, 1999, 2001, 2002, 2003, 2010, 2013, 2015, 2016, 2017, 2018, 2019
- Copa siriana de futbol:[3]
  - 1967, 1986, 1997, 1998, 2000, 2002, 2004, 2014
- Copa de l'AFC de futbol: 
  - 2004